# NGC 1196
NGC 1196 (również PGC 11522) – galaktyka soczewkowata (S0), znajdująca się w gwiazdozbiorze Erydanu. Odkrył ją John Herschel 22 listopada 1835 roku.